# Espiráculo auditivo torácico
O espiráculo auditivo torácico é um espiráculo envolvido na percepção sonora de ortópteros da subordem Ensifera, localizado no primeiro segmento do tórax.